# Enid Blyton
Enid Mary Blyton (East Dulwich, Londres; 11 de agosto de 1897-Hampstead, Londres; 28 de noviembre de 1968) fue una escritora inglesa que produjo múltiples obras de literatura infantil, entre las cuales se incluyen las series Los Cinco, Secreto, Los Siete Secretos, Misterio y Torres de Malory.
Gracias a su padre, desde temprana edad Blyton desarrolló una afición por la naturaleza, el arte, la música, la literatura y el teatro. Si bien la publicación de sus primeros poemas data de mediados de los años 1910, período en el que puso en práctica una carrera en la docencia que la llevó a mantener contacto con niños, su carrera como escritora se consolidó tras la conclusión de la Primera Guerra Mundial, en 1920. Su ensayo «On the Popular Fallacy that to the Pure All Things are Pure» despertó el interés de otras publicaciones en su estilo de redacción, y en 1922 se publicó su primer libro, Child Whispers.
Su material producido, especialmente en la década de 1930, en el cual se incluyen las series Old Thatch y Secreto así como la novela El bosque encantado, la llevó a afianzar un estatus como «escritora prolífica» que se extendió durante las siguientes tres décadas, en las que Blyton llegó a redactar más de cincuenta libros al año que gozaron de una notable popularidad, además de crear al personaje Noddy, cuyo éxito le garantizó otras series y publicaciones derivadas, además de adaptaciones cinematográficas y televisivas. Aunque sus libros versan primordialmente sobre «aventuras que tienen lugar en un mundo libre de adultos donde los niños tienen un nivel intoxicante de autonomía», algunos de sus textos incorporan narrativa bíblica, mitología nórdica y griega; y descripciones de la naturaleza; además de verse involucrada en la producción de rompecabezas, cartas y juegos de mesa inspirados en sus relatos.
Pese al éxito y popularidad de sus libros, la vida privada de Blyton estuvo marcada por episodios controvertidos que la llevaron a ser considerada como alguien «cruel, persistente [...] arrogante, insegura y pretenciosa», mientras que algunas de sus publicaciones han estado sujetas a críticas desfavorables centradas en su simplicidad narrativa y en los elementos de racismo, xenofobia y sexismo, lo que dio lugar a la revisión de los textos para su difusión en ediciones contemporáneas. A grandes rasgos, Blyton es considerada como una de las escritoras británicas más populares y sus obras han sido traducidas a noventa idiomas, lo que la convierte en una de las autoras con mayor cantidad de traducciones de su material, de forma equiparable a Agatha Christie, Jules Verne y William Shakespeare. Asimismo, su estilo de redacción ha influido en otros escritores como Denise Danks, Peter Hunt, Jacqueline Wilson y Adèle Geras.

## Biografía

### Nacimiento y familia
Enid Blyton nació el 11 de agosto de 1897 en East Dulwich, en el sur de Londres. Era la mayor de los tres hijos de Thomas Carey Blyton (1870-1920), un vendedor de cubertería, y su esposa Theresa Mary —cuyo apellido de soltera era Harrison (1874-1950)—. Los hermanos pequeños de Enid, Hanly (1899-1983) y Carey (1902-1976), nacieron cuando la familia ya se había mudado a una casa de campo en Beckenham, población que en aquel entonces era parte del condado de Kent.
Enid estuvo a punto de morir a los pocos meses de nacida debido a que contrajo tos ferina, sin embargo, pudo recuperarse gracias a los cuidados de su padre, a quien adoraba. Él le inculcó el interés por la naturaleza y «amaba las flores, los pájaros y los animales salvajes, y sabía más acerca de ellos que ninguna otra persona que hubiese conocido». También le transmitió su interés por la jardinería, el arte, la música, la literatura y el teatro. Ambos solían ir de paseo por la naturaleza, aspecto que no era del agrado de Theresa dado que no compartía el mismo interés por los pasatiempos de su hija. Poco después de que Enid cumpliera trece años de edad, su padre dejó a la familia para irse a vivir con otra mujer, situación que dejó devastada a la joven. Debido a que la relación con su madre tampoco era positiva, años después decidió no asistir al funeral de ninguno de sus progenitores.

### 1907-1920: Educación y primeros años
Entre 1907 y 1915, Blyton asistió a la escuela de St. Christopher, en Beckenham, donde disfrutaba de las actividades físicas y llegó a ser campeona de tenis y capitana del equipo de lacrosse. Aunque las asignaturas académicas no le atraían tanto, sus aptitudes para la redacción eran sobresalientes, y en 1911 accedió a la competición infantil de poesía organizada por Arthur Mee. Este se ofreció a imprimir sus estrofas y la animó a producir nuevo material, de forma similar a la motivación que le aportó Mabel Attenborough, tía de Mary Potter —su amiga en la escuela—, pese a que Theresa creía que estos esfuerzos de su hija eran una «pérdida de tiempo y dinero».

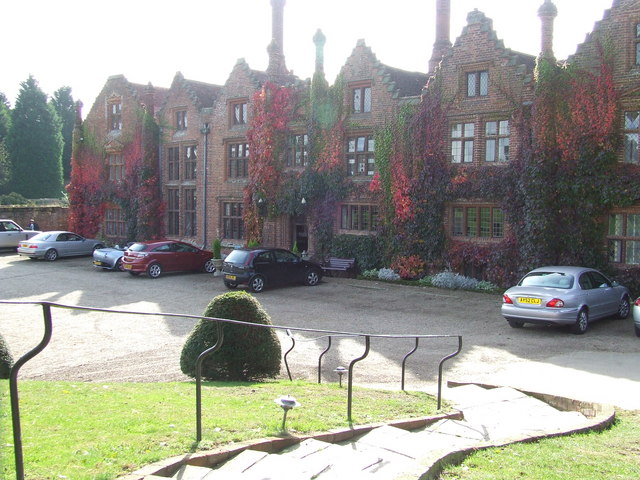
Seckford Hall, en Woodbridge (Suffolk).

Su padre le enseñó a tocar el piano y lo llegó a tocar lo suficientemente bien como para que él creyera que iba a seguir los pasos de su hermana y convertirse en música profesional. Aunque pensó inscribirse en la Guildhall School of Music and Drama, al final determinó que su vocación eran las letras. Concluida su etapa en esa escuela, en 1915 se fue de la casa familiar para vivir con su amiga Mary Attenborough, y más tarde se mudó con George y Emily Hunt a Seckford Hall, en Woodbridge, Suffolk. En la iglesia congregacional de Woodbrigdge conoció a Ida Hunt, que era profesora en la Ipswich High School y ésta le propuso una carrera en la docencia. Tras presentarle a los niños, y habida cuenta de su afinidad con ellos, decidió inscribirse en un curso de la National Froebel Foundation en septiembre de 1916. Para ese entonces el contacto de Enid con su familia era ya prácticamente inexistente.
El continuo rechazo de sus manuscritos por varios editores no afectó el entusiasmo de Blyton: «Es, en parte, la lucha la que te ayuda tanto, la que te brinda la determinación, el carácter, la autonomía; todas las cosas que ayudan en cualquier profesión o negocio, y ciertamente en la escritura», dijo en una ocasión. En marzo de 1916 se publicaron sus primeros poemas en la Nash's Magazine. Finalizó su curso de formación como profesora en diciembre de 1918 y, al mes siguiente, obtuvo una plaza en la escuela de Bickley Park, una pequeña institución de acceso exclusivo para chicos en Bickley, Kent. Dos meses más tarde, recibió su certificado con distinciones en zoología y principios de la educación, primera clase en botánica, geografía, práctica e historia de la educación, higiene infantil y enseñanza, y segunda clase en literatura y matemáticas elementales. En 1920 se trasladó a Southernhay, en Surbiton, para ejercer de institutriz de los cuatro hijos del arquitecto Horace Thompson y su mujer Gertrude, con los que Blyton estuvo cuatro años. A causa de la escasez de colegios en la zona, a esos niños se les unieron otros de diferentes barrios, lo que dio lugar al establecimiento de una pequeña escuela en la casa del matrimonio Thompson.

### 1920-1934: Primeras obras
Tras la Primera Guerra Mundial, en 1920, Blyton se mudó a Cessington, donde comenzó a dedicar su tiempo libre a la escritura. Al año siguiente, ganó el concurso organizado por la Saturday Westminster Review con un ensayo titulado «On the Popular Fallacy that to the Pure All Things are Pure» —trad., lit.: «Sobre la falacia popular de que para el puro todas las cosas son puras»—. A partir de entonces, varias publicaciones como The Londoner, Home Weekly y The Bystander empezaron a interesarse en sus relatos cortos y poemas.
En 1922 se publicó su primer libro, una colección de veinticuatro páginas de poemas titulada Child Whispers e ilustrada por una amiga suya de la escuela, Phyllis Chase, con la que ya había colaborado en varias de sus publicaciones previas. Ese mismo año Blyton empezó a escribir en anuarios para la editorial Cassell y para George Newnes, mientras que Teachers' World se comprometió a sacar a la luz su primer escrito, «Peronel and his Pot of Glue». Su éxito se acrecentó en 1923 tras la publicación de sus poemas junto a los de Rudyard Kipling, Walter de la Mare y G. K. Chesterton en un número especial de esa obra. Cabe mencionar que sus textos educativos tuvieron una cierta influencia en las décadas de 1920 y 1930, especialmente The Teacher's Treasury (1926), Modern Teaching (1928), Pictorial Knowledge (1930) y Modern Teaching in the Infant School (1932).

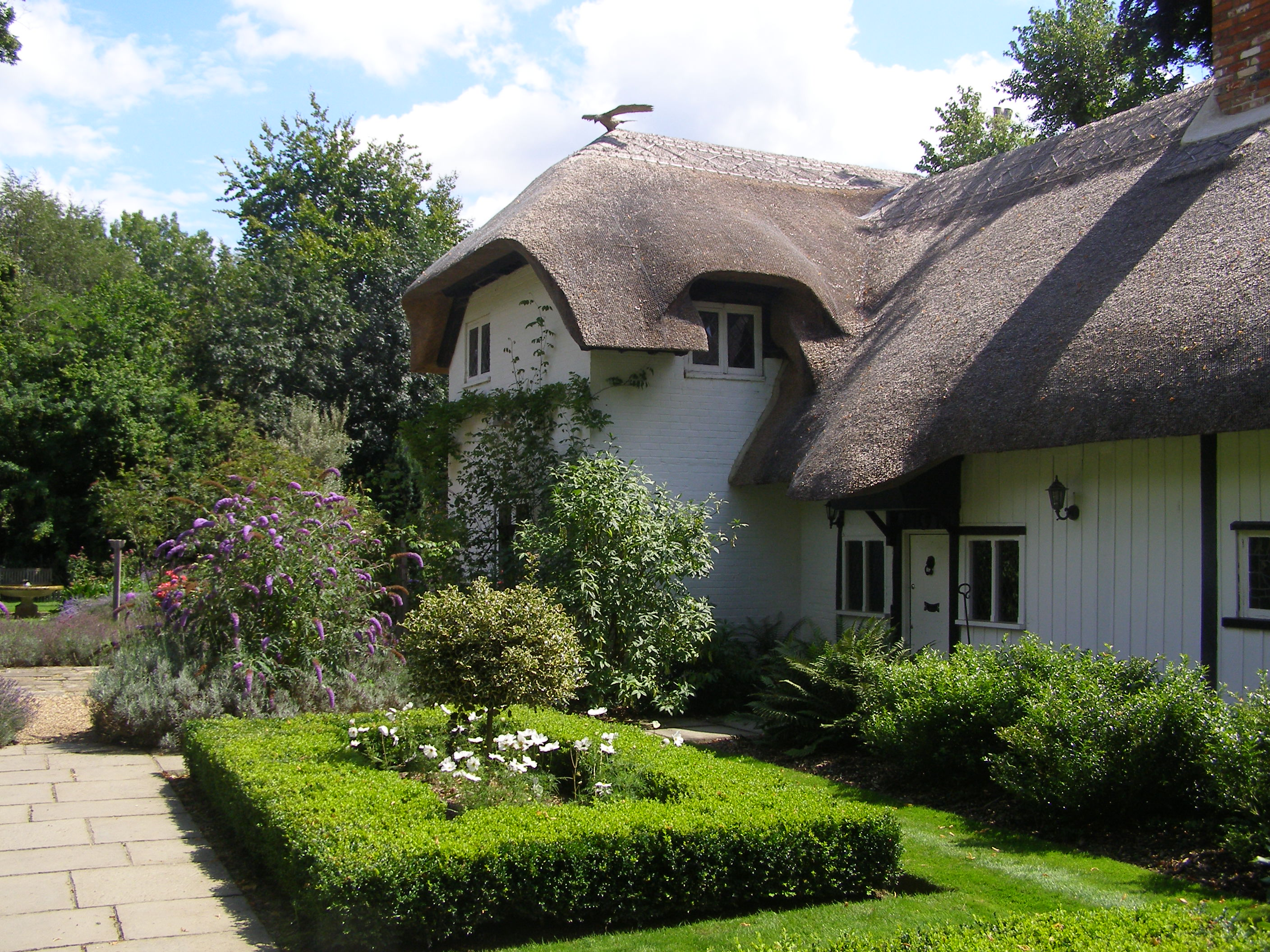
La casa Old Thatch de Blyton en Bourne End, Buckinghamshire, Inglaterra.

A mediados de 1923 publicó Real Fairies, una colección de treinta y tres poemas de los cuales uno ya había parecido anteriormente en una edición de la revista Punch. Durante el resto de esa década se distribuyeron libros como The Enid Blyton Book of Fairies (1924), que contó con ilustraciones de Horace J. Knowles; Book of Brownies (1926); y varios libros de juegos como Book of Little Plays y The Play's the Thing (1927), este último ilustrado por Alfred Bestall. En agosto de 1924 se casó con Hugh Alexander Pollock (1888-1971), un distinguido héroe de guerra que trabajaba como editor. La pareja se instaló en Buckinghamshire, donde adquirieron una propiedad, «Green Hedges», en Beaconsfield —el nombre de la propiedad resultó elegido por sus lectores en un concurso—, y tuvo dos hijas: Gillian Mary (1931-2007) e Imogen Mary (n. 1935). Finalmente se divorciaron en 1942 tras los amoríos sostenidos por Enid durante el período en que Hugh estuvo enfermo de neumonía, y la reincorporación de este al ejército como comandante instructor y asesor de Winston Churchill.
En general las producciones de Blyton de los años 1930 reflejan cierto interés de la autora en los mitos, particularmente de la Antigua Grecia y la Antigua Roma, algunas de las cuales son The Knights of the Round Table, Tales of Ancient Greece y Tales of Robin Hood. En Tales of Ancient Greece, retomó dieciséis relatos clásicos de mitos griegos aunque sustituyó los nombres griegos de las deidades por términos latinos, además de incorporar diálogos inéditos entre los personajes. A estas obras les siguieron The Adventures of Odysseus, Tales of the Ancient Greeks and Persians y Tales of the Romans, cuyas publicaciones ocurrieron en 1934.

### 1934-1948: Proliferación de series
En 1934 Blyton dio comienzo a su serie de libros infantiles Old Thatch con el volumen The Talking Teapot and Other Tales. Esta serie se extendió hasta 1960 y habría de conformarse de veintiocho ejemplares, entre los cuales se incluyen Brer Rabbit Retold, publicado también en 1934 e inspirado en las fábulas de Joel Chandler Harris. Tres años después comenzó a distribuirse su primera obra serializada de larga extensión, Las aventuras de la silla de los deseos, a la cual siguieron El secreto de la isla, obra con la que inauguró su colección Secreto que habría de prolongarse hasta 1953 con un total de cinco libros; El circo Galliano, el primero de una trilogía que Blyton habría de concluir en 1942; y Las aventuras de Amelia Jane, sobre una muñeca de trapo reminiscente de una que le había obsequiado la escritora a su hija Gillian por su tercer cumpleaños; todos los anteriores publicados por primera vez en 1938. The Glasgow Herald catalogó El secreto de la isla como «una aventura tipo Robinson Crusoe en una isla [ubicada] en un lago inglés».
En 1939 salió a la venta El bosque encantado, cuya trama contiene elementos de la mitología nórdica que solían fascinarle a la autora desde que era una niña. De acuerdo con Gillian, la inspiración para esta última obra surgió «un día cuando pensaba en una historia y de repente ya estaba caminando en el bosque encantado [del libro] y se encontró con el árbol. En su imaginación, trepó a través de sus ramas y conoció a Cara de Luna, al señor Cazuelas, al hada Seditas y al resto de los personajes. Tenía todo lo que necesitaba». Al igual que ocurre con la serie La silla de los deseos, en estos libros sus protagonistas son niños que se transportan a un mundo mágico en donde conocen hadas, duendes, elfos y otras criaturas mitológicas. Cabe agregar que ese año también estuvo disponible Boys' & Girls' Circus Book, el primer libro de extensión ordinaria cuya distribución se apartó del formato de serialización característico de Blyton.
Para la década de 1940 Blyton ya era considerada una «escritora prolífica» cuyo éxito se había acrecentado por «la mercadotecnia, la publicidad y el branding [que usaba y] que estaban muy adelantados a su época». En 1940 utilizó el pseudónimo «Mary Pollock» —derivado de su segundo nombre y de su primer apellido de casada— para publicar dos libros, Three Boys and a Circus y Los chicos de Kidillin, en adición al resto de publicaciones de ese año que sí llevaron su nombre real, entre las cuales se incluye La revoltosa del colegio —con el que comenzó la colección La traviesa Elizabeth acerca de las vivencias de una niña en el ficticio internado Whyteleafe—. Debido a que la popularidad del material firmado por Mary Pollock iba en aumento y a que surgieron rumores de un posible subterfugio a ella y su editorial, todas las publicaciones bajo este pseudónimo —incluidas cuatro más que habrían de publicarse en 1943— volvieron a reimprimirse con el nombre real de la autora. En 1941 Blyton dio origen a otro par de nuevas series, Los cuatro aventureros y Santa Clara, y al año siguiente salió a la venta Mary Mouse and the Dolls' House, protagonizada por una ratona que trabaja como criada en una casa de muñecas tras ser exiliada de su hogar. En total se vendieron diez mil copias de este libro, cuya trama habría de ser continuada por Blyton hasta 1964, a lo largo de veintitrés publicaciones.
En 1942 comenzó a distribuirse Los Cinco y el tesoro de la isla, el primer libro de la colección Los Cinco, que está integrada por veintiún libros y cuyo argumento expone las aventuras de un grupo de niños y su perro. La serie gozó de una considerable popularidad, especialmente en territorio británico, y de acuerdo con la descripción de Matthew Grenby, autor de Children's Literature: «[Los personajes de Los Cinco] desenmascaran a villanos robustos y resuelven crímenes graves». A manera anecdótica, Blyton se inspiró en ciertos rasgos suyos para crear a Georgina, una tomboy «de pelo corto, pecosa, robusta y de nariz chata [...] audaz, de mal genio y leal». Cabe mencionar que, en octubre de 1943, y tras su divorcio de Pollock, Enid contrajo segundas nupcias con Kenneth Fraser Darrell Waters (1892-1967), un cirujano con quien había tenido una relación romántica desde hacía un par de años atrás.
El interés en la narrativa bíblica llevó a Blyton a redactar algunas obras como The Land of Far-Beyond (1942), una parábola cristiana reminiscente de El progreso del peregrino (1698); The Children's Life of Christ (1943), una colección de relatos cortos en donde la autora reinterpreta ciertos pasajes bíblicos sobre la vida de Jesucristo; Tales from the Bible (1944); y The Boy with the Loaves and Fishes (1948). En cuanto a sus producciones habituales, en 1943 aparecieron Misterio en la villa incendiada, con la que dio inicio la serie Misterio; y The Magic Faraway Tree, seleccionada en 2003 como el «66° libro favorito» de los ingleses de acuerdo con una encuesta realizada por la BBC. Cabe resaltar que varias de las publicaciones de Blyton de esta época están ambientadas en la playa y poseen elementos marítimos en la trama; por ejemplo, John Jolly by the Sea (1943), un libro ilustrado para lectores jóvenes; The Secret of Cliff Castle y Smuggler Ben (1943), ambos bajo el pseudónimo de Mary Pollock; Aventura en la isla —introducción de la serie Aventura—; y ciertas novelas de Los Cinco como Los Cinco y el tesoro de la isla (1942), Los Cinco otra vez en la Isla de Kirrin (1947) y Los Cinco junto al mar (1953).
El éxito de sus publicaciones, que tenían una base amplia de lectores, impulsó a Blyton a continuar produciendo anualmente nuevos relatos de algunas de sus series como Los Cinco, Misterio y Santa Clara, en adición a otras novelas, relatos cortos y libros. En 1946 se puso a la venta Primer curso en Torres de Malory, el primer ejemplar de su colección Torres de Malory, estelarizada por la estudiante Darrell Rivers y que pasó a ser notablemente popular entre la audiencia femenina.

### 1949-1959: Noddy y Bom
En 1949 Blyton comenzó un par de nuevas series: Misterios de Barney —con el libro Misterio en Rockingdown— y Los Siete Secretos —con El Club de los Siete Secretos—. Esta última trata esencialmente de un par de hermanos y su grupo de amigos que suelen reunirse en el cobertizo de un jardín para discutir eventos relacionados con su comunidad. Dos años después Blyton editó esta serie junto con el ilustrador George Brook para su adaptación y distribución en formato de dibujos animados en Mickey Mouse Weekly. Cabe agregar que la escritora francesa Evelyne Lallemand produjo una docena de nuevos ejemplares de Los Siete Secretos en los años 1970, cuya traducción al inglés corrió a cargo de Anthea Bell entre 1983 y 1987.

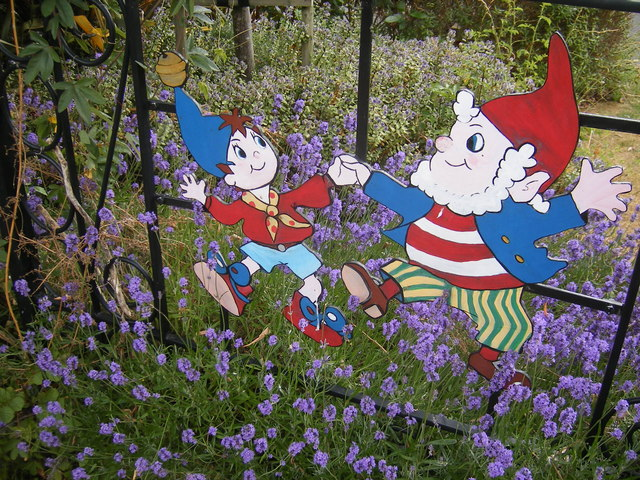
Decoración reminiscente de Noddy en Beaconsfield, Inglaterra.

Como parte de una idea concebida por su editor Sampson, Low, Marston and Company, y tras una reunión entre Blyton y el ilustrador holandés Harmsen van der Beek en 1949 —en la que se requirió de un intérprete—, surgió el libro Noddy Goes to Toyland, publicado a finales de ese año y protagonizado por Noddy, un niño hecho de madera y originario del ficticio Toyland —o «país de los juguetes»—. Anteriormente este personaje había aparecido en la edición del 5 de junio de 1949 de Sunday Graphic. Sus vivencias se extendieron a lo largo de una docena de libros que tuvieron una notable popularidad en la década de 1950, y que pasaron a ser una de las colecciones más exitosas y conocidas de Blyton, además de dar origen a otras series y publicaciones derivadas de la saga principal, tales como Noddy's Library, Noddy's Garage of Books, Noddy's Castle of Books, Noddy's Toy Station of Books y Noddy's Shop of Books. De manera similar, en los años 1990 se produjo una adaptación televisiva titulada Noddy en el país de los juguetes.
A principios de los años 1950 Blyton llegó a producir más de cincuenta libros al año, y estableció la empresa Darrell Waters Ltd., a cargo de la administración de sus negocios. Varias de sus publicaciones de esa década consistieron en continuaciones de algunas de sus series, como Torres de Malory, Los Cinco, Mary House, Aventura y Los Siete Secretos, y ejemplares que continuaron las hazañas de Scamp the Terrier, cuya primera aparición se remonta a The Adventures of Scamp (1943), y cuyas ilustraciones estuvieron a cargo de Pierre Probst. En 1956 Blyton creó al personaje de Bom, un baterista de juguete vestido con un abrigo rojo y un casco, que hizo su primera aparición en TV Comic a mediados de ese año, acompañado de Noddy. Finalmente la autora continuó las vivencias de Bom en una nueva serie de libros, cuyo primer ejemplar contó con ilustraciones de R. Paul-Hoye y salió a la venta ese mismo año, además de un par de colecciones anuales conformadas por relatos cortos, poemas e imágenes del personaje.

### 1960-1968: Últimas publicaciones y fallecimiento
Varias de las publicaciones de Blyton continuaron teniendo éxito en los años 1960; por ejemplo, hasta 1962 se habían vendido 26 millones de copias de los libros de Noddy, y la editorial Armada Books publicó varias de sus obras en formato de libro de bolsillo. Al año siguiente, en 1963, concluyeron varias de sus series más longevas tales como Los Cinco y Los Siete Secretos, y produjo tres libros más sobre Brer Rabbit, ilustrados por Grace Lodge: Brer Rabbit Again, Brer Rabbit Book y Brer Rabbit's a Rascal.
La salud de Blyton comenzó a deteriorarse en 1957, cuando manifestó sentirse fatigada y sin aliento durante un partido de golf, y tres años después mostró los primeros indicios de demencia. De acuerdo con la opinión de su agente, George Greenfield, era «impensable» que «la autora juvenil más famosa y exitosa, con su enorme energía y su memoria, parecida a la de un ordenador» estuviese perdiendo sus funciones cognitivas y sufriendo de lo que ahora se conoce como enfermedad de Alzheimer cuando tan solo tenía sesenta años. Asimismo la salud de su marido, que sufría de artritis severa en el cuello y en la cadera además de sordera, decayó y empeoró la situación para Blyton, ya que lo llevó a tener un carácter malhumorado y errático hasta su fallecimiento en septiembre de 1967.
Esta situación, sumada a la disminución de ventas por parte de una audiencia más adulta, hizo que a partir de 1963 la producción literaria de Blyton se caracterizara por relatos cortos y libros dirigidos a segmentos todavía más infantiles, entre los cuales se encuentran Learn to Count with Noddy y Learn to Tell Time with Noddy (ambos de 1965), y Stories for Bedtime y la colección Sunshine Picture Story Book (1966). El último ejemplar de Noddy, Noddy and the Aeroplane, comenzó a imprimirse en 1964, y a mediados del año siguiente la escritora produjo Mixed Bag, un libro de canciones en cuya composición colaboró su sobrino Carey; además de The Man Who Stopped to Help y The Boy Who Came Back.
Tras el fallecimiento de su esposo, la salud de Blyton empeoró notablemente y debió ser trasladada a una residencia en Hampstead, al norte de Londres, en la que habría de habitar durante los últimos meses de su vida. Falleció el 28 de noviembre de 1968, a los 71 años de edad, y su funeral se llevó a cabo en la iglesia de Saint James, en Picadilly. Sus restos fueron incinerados en el crematorio de Golders Green y depositados en el interior de su mausoleo. Su casa, Green Hedges, se sometió a subasta el 26 de mayo de 1971 y se demolió en 1973, y desde entonces el lugar lo ocupan unas casas y una calle nombrada Blyton Close en su honor. Sus otras residencias también poseen objetos alusivos a sus obras para conmemorar su legado; por ejemplo, en Hook Road, en Chessington, donde vivió entre 1920 y 1924, se colocó una placa del English Heritage, mientras que un par de figuras metálicas de Noddy y Big Ears se instalaron en 2014 en Beaconsfield, donde residió entre 1938 y 1968.

## Vida privada y personalidad
Si bien Blyton estuvo casada en más de una ocasión, se esforzó por establecer una imagen pública de «una vida familiar ideal llena de benevolencia, amor y pequeños animales» —tuvo varias mascotas, incluidos un gato y un perro llamados Bimbo y Topsy, respectivamente—. El 28 de agosto de 1924 Blyton contrajo nupcias con el militar Hugh Alexander Pollock (1888-1971), poco después de que éste se divorciara de su primera esposa, con la que tuvo dos hijos. Cabe señalar que Blyton escribió The Zoo Book por sugerencia de Pollock, que en aquel entonces era editor de la firma editorial de George Newnes y que finalmente habría de colaborar con la escritora. Al principio el matrimonio residió en un apartamento de Chelsea hasta que se mudó a Elfin Cottage, en Beckenham, donde vivieron entre 1926 y 1929 antes de su traslado al Old Thatch de Bourne End —llamado Peterswood en sus libros—. La primera hija de Enid, Gillian Mary Baverstock, nació el 15 de julio de 1931 y, tras sufrir un aborto en 1934, dio a luz a una segunda hija, Imogen, el 27 de octubre de 1935.

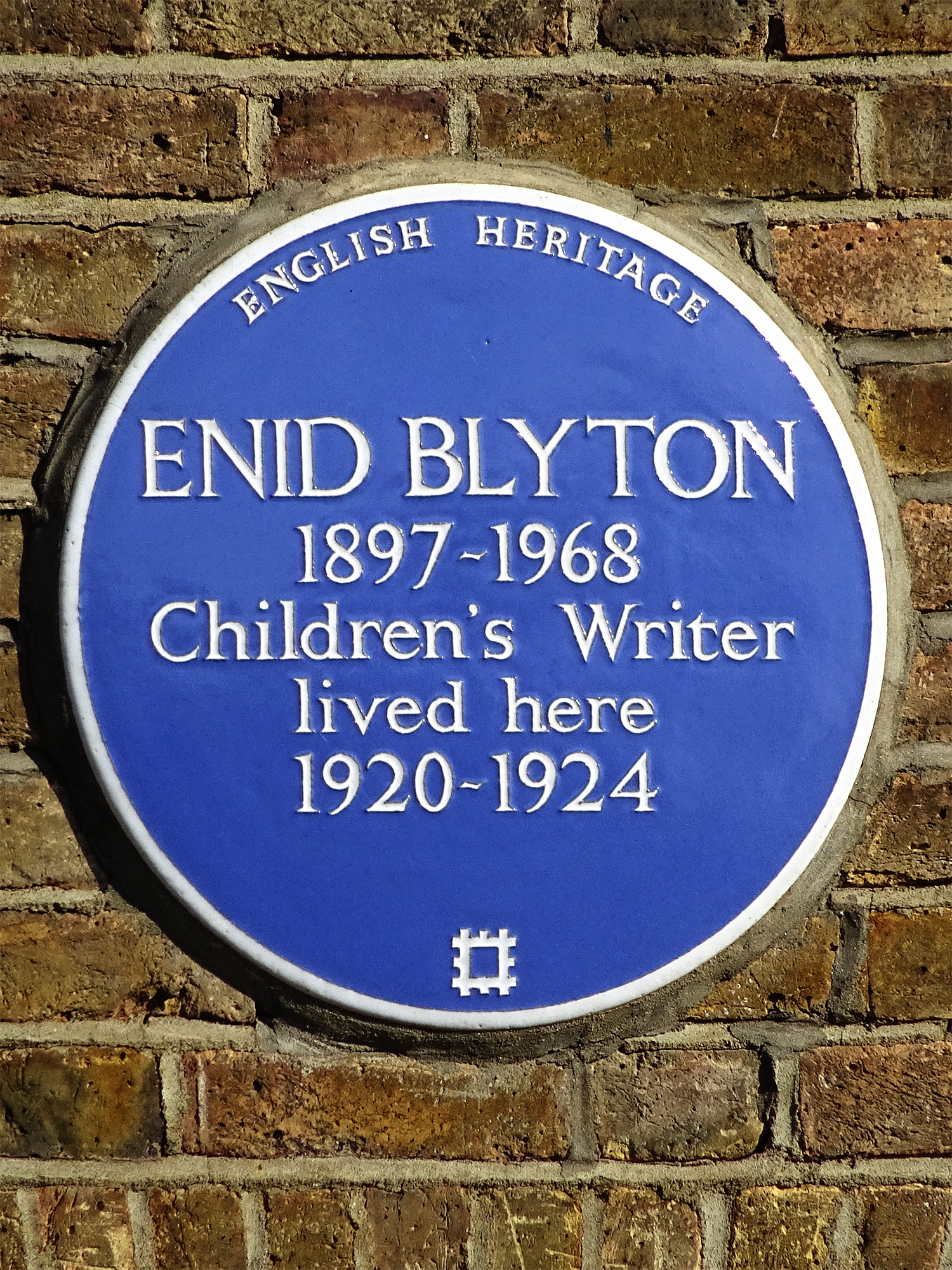
Placa conmemorativa de Blyton de la English Heritage.

En 1938 la familia se trasladó a «Green Hedges», una casa de Beaconsfield cuyo nombre provino de una competición organizada para los lectores de su revista. A mediados de esa década el matrimonio atravesó por momentos complicados debido a las infidelidades de ambos: tras volverse alcohólico e incorporarse a la Home Guard durante la Segunda Guerra Mundial, Pollock sostuvo un romance con Ida Crowe, escritora diecinueve años más joven que él a la que había conocido tiempo atrás, y a quien le ofreció el puesto de secretaria en el centro de entrenamiento de la Home Guard ubicado en Denbies, una mansión gótica perteneciente a Roland Calvert Cubitt. Por otra parte, Blyton se embarcó en una serie de aventuras amorosas, incluida una relación lésbica con una de las niñeras de sus hijas, y en 1941 conoció a Kenneth Fraser Darrell Waters, un cirujano londinense con quien comenzó una relación. El matrimonio de Pollock y Blyton llegó a su fin después de que Pollock descubriera el engaño de su esposa y, aunque tuvo la intención de llevar a cabo los trámites de divorcio, al final Blyton lo persuadió de revelar públicamente su infidelidad a cambio de permitirle ver a sus hijas tras la separación. Si bien esto obedecía al temor de la escritora por el hecho de que su imagen pública quedara afectada por la controversia, lo cierto es que Blyton no solamente engañó a Pollock al impedir que volviera a reunirse con sus hijas, sino que también se aseguró de que tuviera dificultades para encontrar empleo en el rubro editorial. Lo anterior refleja que Blyton podía llegar a ser cruel y persistente cuando se lo proponía. Finalmente la boda de Blyton y Darrell Waters, celebrada en la ciudad de Westminster el 20 de octubre de 1943, trajo como resultado el cambio de apellido de las hijas de la autora. A principios de 1945 Blyton se enteró de que estaba embarazada, pero, tras sufrir una caída, volvió a tener un aborto.
Lejos de la imagen que quiso proyectar, Blyton era «fría, distante y cruel» especialmente con su hija Imogen, que en su momento llegó a describirla como alguien «arrogante, insegura, pretenciosa y sin rastro de instinto maternal [...] Su perspectiva de la vida era bastante infantil, y a veces podía ser tan rencorosa como una adolescente». Inclusive se llegó a sospechar de su aparente amabilidad hacia los niños, dado que solía quejarse del «terrible ruido» que hacían los infantes que vivían cerca de Green Hedges. Una de sus aficiones era jugar tenis al desnudo, «una práctica común en aquel entonces entre aquellos miembros de las clases medias de más dudosa reputación». En opinión de la biógrafa Nadia Cohen: «Su vida privada fue un motín de relaciones extramatrimoniales, incluido un romance lésbico: traiciones sumarias y crueldad casual, un curso de la vida mucho más adecuado para una telenovela moderna que su drama de internado, Torres de Malory». Desde su muerte y con la publicación de la autobiografía de su hija Imogen en 1989, A Childhood at Green Hedges, se la tiene por una figura inmadura en lo emocional, inestable y con frecuencia maliciosa. La hija mayor de Blyton, Gillian, la recordaba, sin embargo, de manera diferente: como «una madre justa y afectuosa, así como una compañía fascinante». La vida de la escritora se llevó a la gran pantalla en un filme de la BBC titulado Enid, que se estrenó en el Reino Unido en la BBC Four el 16 de noviembre de 2009. La responsable de su interpretación, Helena Bonham Carter, señaló que Blyton era «una completa adicta a su trabajo, una yonqui de los logros y una mujer de negocios extremadamente astuta [que] sabía cómo venderse como marca, incluso con su famosa firma».

## Escritura

### Estilo y técnica
En una carta dirigida al psicólogo Peter McKellar, describió su técnica de la siguiente manera:

Cierro los ojos durante unos minutos, con mi máquina de escribir sobre las rodillas. Dejo mi mente en blanco y espero. Y después, como si estuviese viendo a niños reales, los personajes se muestran delante de mí en mi mente... La primera frase viene directamente a mi, no tengo que pensar en ella. No tengo que pensar en nada.
Enid Blyton, acerca de su técnica

Tal y como le confesó a McKellar en otra misiva, por ejemplo para escribir The River of Adventure —de sesenta mil palabras— en cinco días, debía escuchar lo que definió como su «submente» en contraposición con su «mente consciente superior». El hecho de que le disgustaba realizar investigaciones antes de embarcarse en la escritura de un nuevo libro, a lo que se sumaba la falta de variedad en su vida, hacía prácticamente inevitable el plagio de libros que había leído antes, así como de los suyos propios. De acuerdo con su hija Gillian, Enid «nunca sabía de dónde venían sus historias», pero solía decir que «procedían del ojo de su mente» de forma equiparable a William Wordsworth y Charles Dickens. Según la propia escritora, su inspiración provenía de «todas las experiencias que había vivido, todo lo que había escuchado o leído, y que mayormente había desaparecido ya de su memoria consciente», aunque desconocía el rumbo que habrían de seguir los relatos. En su autobiografía detalló más al respecto: «Si intentase pensar o inventar todo el libro [desde el inicio], no sería capaz de hacerlo. Por un lado me aburriría y, por el otro le faltarían el brío, los toques extraordinarios y las ideas sorprendentes que emanan de mi imaginación».
Su rutina diaria apenas sufrió cambios significativos con el paso del tiempo. Con la máquina de escribir sobre sus rodillas y su chal marroquí favorito al alcance, comenzaba a escribir poco después de desayunar —en su opinión, el color rojo ejercía un «estímulo mental» sobre ella—. Tras un breve receso para el almuerzo, continuaba escribiendo hasta las cinco de la tarde y para entonces ya llevaba escritas entre seis mil y diez mil palabras.
En contraste con los lectores contemporáneos de Blyton, que suelen ver sus obras como una forma de «escapismo», el público infantil de aquella época «vivía en un mundo moldeado por las realidades de la austeridad de la posguerra» que ejercía la libertad sin restricciones políticas. Bandon Robshaw, de The Independent, detalló que el universo literario de Blyton está «repleto de color y carácter [...y es] autónomo e internamente consistente», donde la figura de autoridad recae en los niños a la vez que se deja entrever una fuerte desconfianza hacia los adultos. De acuerdo con Gillian, los relatos de Enid se caracterizan por «el gancho [como] el potente argumento, con muchos cliffhangers, un truco que aprendió tras años escribiendo historias en serie para revistas infantiles. Existe siempre un marco moral en el que (al final) se premian la valentía y la lealtad». Adicionalmente, Blyton argumentó que «el amor por los niños es la base de mi obra».
En un análisis realizado por Victor Watson, de la Universidad de Cambridge, se sugiere que las obras de Blyton dejan traslucir un «anhelo y un potencial esenciales vinculados con la infancia», mientras que las primeras páginas de The Mountain of Adventure presentan «un ideal profundamente atractivo de la infancia». Arguye que la obra de la escritora difiere de la de muchos otros autores en su enfoque, y describe la narrativa de Los Cinco de la siguiente manera: «Como un potente foco, busca iluminar, explicar, desmitificar. Lleva a sus lectores en una montaña rusa en la que la oscuridad siempre se desvanece; todo lo desconcertante, arbitrario, evocador se ignora o explica». Apunta, también, a la manera en que se vale de descripciones visuales minimalistas e introduce oraciones descuidadas para apelar a sus lectores más jóvenes.
A mediados de los años 1950 se propagaron rumores que ponían en duda la autoría de Blyton en algunos de sus libros. La escritora se mostró angustiada ante esta situación, por lo que le pidió a sus lectores infantiles que le hicieran saber si sabían algo de esos rumores. En efecto, una madre de familia le informó que un joven bibliotecario había mencionado la acusación durante una reunión de padres en la escuela de su hija. Consciente de esto, en 1955 Blyton emprendió acciones legales, y el bibliotecario debió disculparse con ella en una audiencia pública a comienzos del año siguiente. No obstante, los rumores persistieron y se dejó entrever que la autora operaba una «compañía de escritores fantasma» para producir semejante volumen de obras al año.

### Temáticas

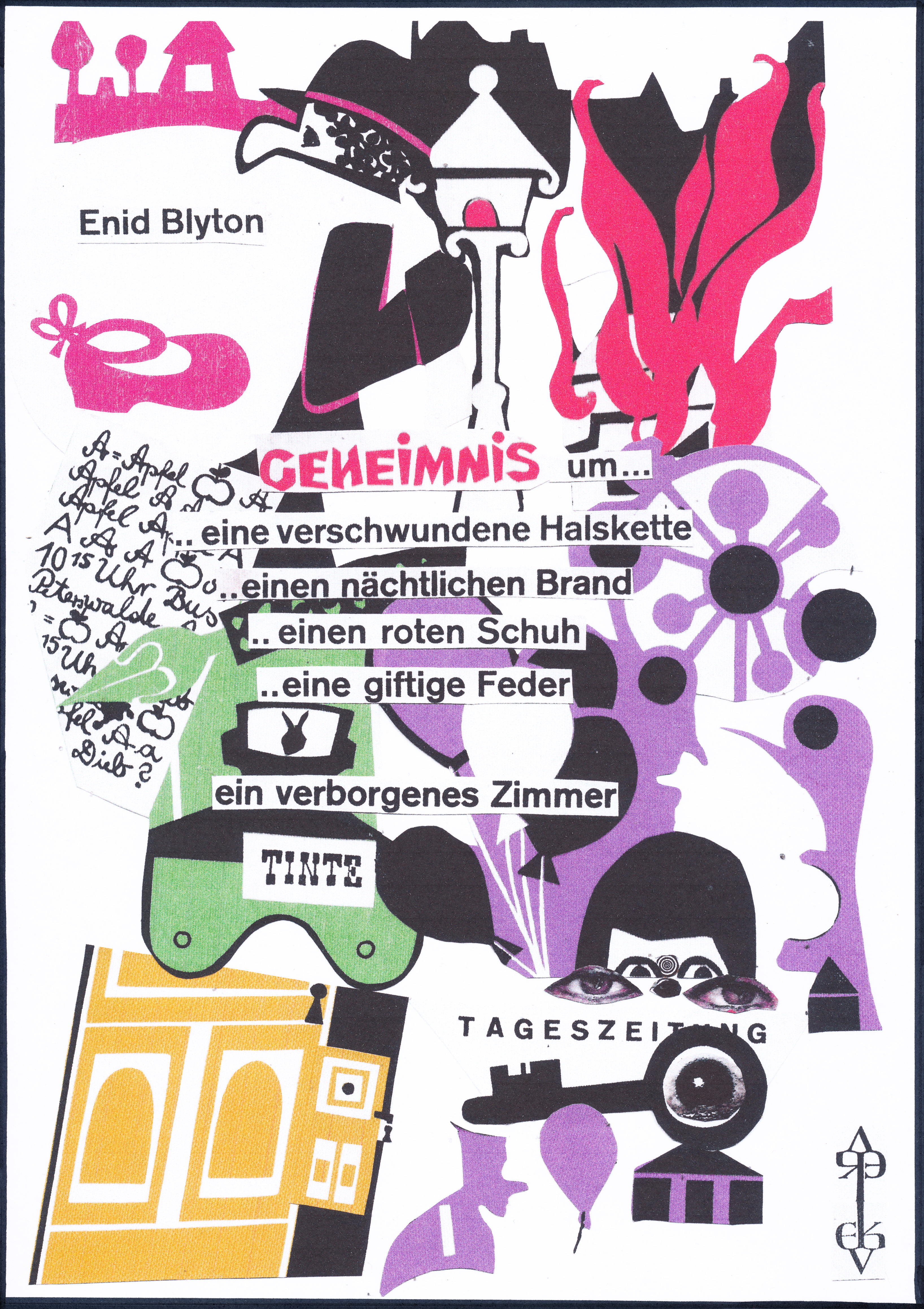
Collage de las portadas en alemán de la serie Misterio.

Blyton abordó una amplia variedad de conceptos en sus obras, entre los cuales se incluyen los cuentos de hadas, los animales, la naturaleza, los detectives y el circo, aunque solía mezclar géneros y «difuminar las fronteras» literarias. En un artículo publicado en The Author en 1958, señaló que existen «una docena, o más, de tipos de historias para niños» y que, aunque las había experimentado todas, sus favoritas eran aquellas que tenían como eje narrativo a la familia. Se sugiere que los libros de Blyton «tienen una reputación de inocencia hasta el punto de la banalidad, con sus útiles pistas, perros y aventuras parroquiales», que suelen incluir acertijos.
A grandes rasgos, la mayoría del material de Blyton trata sobre «aventuras [que] tienen lugar en un mundo libre de adultos donde los niños tienen un nivel intoxicante de autonomía, desde las travesuras junto al mar de los Cinco Famosos hasta las escapadas de dormitorios de Malory Towers», que a su vez incorporan «prejuicios reflexivos» de género —por ejemplo, se sugiere que «el padre es exigente con los estudios, la madre sirve té y el marimacho George nunca habría de llegar a ser tan bueno como un niño de verdad»—. Otras temáticas abordadas por Blyton son la amistad, la justicia, la libertad, el acoso escolar, la pobreza, la aceptación y conceptos como la búsqueda de ciudades perdidas o tesoros en el Oriente Medio o en la Isla de Kirrin, que suelen acompañarse de textos descriptivos de los entornos naturales o citadinos en los que acontecen los distintos argumentos.
Algunos de sus personajes, que en ciertos casos carecen de heroísmo y «no están del lado correcto de la justicia», provenían de conocidos; por ejemplo, Bill Smugs tiene rasgos de un sujeto que conoció en Swanage y que tenía la ilusión de pertenecer al Servicio Secreto, por lo que le pidió expresamente a la escritora que lo incluyera en alguno de sus libros. De manera similar, la personalidad de George Kirrin estaba inspirada en la de una chica «de pelo corto, pecosa, robusta y de nariz chata. Era audaz, de mal genio y leal. Estaba malhumorada», mientras que el inspector Stephen Jennings influyó en la creación de Jenks, a quien describió como «amplio y corpulento, amable, astuto y confiable». Se considera también que el policía Theophilus Goon representa una parodia de Pollock, su primer esposo.

## Legado
Entre 1982 y 2011 se mantuvo operativa la fundación caritativa Enid Blyton Trust for Children, presidida por Imogen como su primera presidenta, y que en sus casi tres décadas de existencia contribuyó con más de medio millón de libras a instituciones infantiles de Reino Unido. Asimismo en 1985 se estableció la Biblioteca Nacional para los Niños Discapacitados, mismo año en que comenzó a publicarse la revista Enid Blyton's Adventure Magazine. Siete años después, el 14 de octubre de 1992, la BBC sacó a la venta el primer número de la Noddy Magazine, y a finales de 1996 se distribuyó un CD-ROM del personaje.
El primer «Día de Enid Blyton» se celebró en Rickmansworth el 6 de marzo de 1993, y a partir de octubre de 1996 comenzó a entregarse el premio The Enid destinado a quienes hubiesen realizado colaboraciones sobresalientes en asuntos relacionados con los niños. En 1995 se fundó la Enid Blyton Society para ejercer de «punto focal para los coleccionistas y entusiastas» de la escritora a través de su publicación trianual, su día anual y su página web, y al año siguiente Channel 4 emitió un documental titulado Secret Lives que trata sobre la vida de la autora. Para celebrar el centenario de su nacimiento, en 1997, se organizaron varias exposiciones en el país, y el Royal Mail emitió una serie de sellos conmemorativos.
La empresa londinense de entretenimiento y distribución Trocadero se hizo con Darell Waters Ltd en 1995 por 14,6 millones GBP y conformó una subsidiaria, Enid Blyton Ltd, encargada de gestionar la propiedad intelectual, las marcas comerciales y la relación con los medios de todos los asuntos relacionados con las obras de la escritora. En 1998 el grupo cambió su denominación por Chorion, pero se vio obligado a vender sus activos en 2012 tras un periodo de dificultades económicas. Hachette adquirió los derechos mundiales de sus obras en marzo de 2013; si bien esta acción le garantizó la serie de Los Cinco, no ocurrió así con Noddy, cuyos derechos habían sido vendidos en 2012 a DreamWorks Classics —actualmente subsidiaria de DreamWorks Animation—.
En 2009 se publicó Noddy and the Farmyard Muddle, redactado por Sophie Smallwood —nieta de Blyton— e ilustrado por Robert Tyndall, con motivo del 60.º aniversario de la creación del personaje y más de 45 años después de la publicación del último libro de la serie. A finales del año siguiente, el museo de literatura infantil Seven Stories adquirió varios manuscritos mecanografiados de Blyton, con lo que se convirtió en el mayor coleccionista público de su material literario. Entre esos manuscritos se encontraba el texto incompleto de Mr Tumpy's Caravan.
Un total de 10 000 niños reconocieron a Blyton como la escritora más popular en una encuesta de 1982. Cabe señalar que sus obras han sido traducidas a noventa idiomas, lo que la convierte en una de las autoras con mayor cantidad de traducciones de su material, solo por debajo de Agatha Christie, Jules Verne y William Shakespeare. Entre 2000 y 2010 se vendieron casi ocho millones de copias de sus libros en Reino Unido, lo cual se traduce en ganancias por 31,2 millones de GBP. La BBC incluyó la novela The Magic Faraway Tree en su listado Big Read en 2003, mientras que en los premios Costa Book 2008 la audiencia catalogó a Blyton como la escritora «más amada» del territorio británico. Con el transcurso del tiempo sus obras siguen siendo populares entre los niños, especialmente en los países de la Mancomunidad como India, Pakistán, Sri Lanka, Singapur, Malta, Nueva Zelanda y Australia. En China también gozan de cierta aceptación y son «grandes con cada generación». En marzo de 2004 Chorion y la editorial china Foreign Language Teaching and Research Press acordaron la producción de una serie animada televisiva de Noddy.
La literatura de Blyton ha influido en otros escritores como Denise Danks, cuyas obras detectivescas giran en torno a Georgina Powers, que a su vez está basada en Georgina de Los Cinco; Peter Hunt, especialmente con su obra A Step off the Path (1985); Jacqueline Wilson con Double Act (1996); y Adèle Geras con su trilogía de Egerton Hall (1990-92).

### Recepción crítica
A. H. Thompson, que analizó de manera exhaustiva los intentos de censura en las bibliotecas públicas del Reino Unido, dedicó un capítulo entero de su obra a lo que catalogó como «el asunto Enid Blyton» y que en 1975 detalló de la siguiente manera:

Ningún otro autor ha causado más controversia entre bibliotecarios, críticos literarios, profesores y otros pedagogos y progenitores en los últimos treinta años que Enid Blyton. ¿A qué se debe que los libros de esta tremendamente popular escritora para niños hayan dado pie a acusaciones de censura contra bibliotecarios de Australia, Nueva Zelanda o el Reino Unido?

Una de las hipótesis sugiere que los argumentos empleados por la escritora a lo largo de sus obras eran limitados, repetitivos, continuamente reciclados, y desaconsejados para su lectura por los niños, lo que motivó su retiro de ciertos planes de estudios y bibliotecas públicas. En respuesta a las afirmaciones que calificaban sus puntos de vista morales como «predecibles», Blyton argumentó que «la mayoría de ustedes podrían hacer sin problemas una lista de todas las cosas en las que creo y defiendo; las han encontrado en mis libros, y los libros de un escritor son siempre un reflejo fiable de sí mismo».
Entre las décadas de 1930 y 1950, la BBC impuso un veto sobre la adaptación radiofónica de los libros de Blyton, ya que la consideraba alguien de «segunda clase», cuya obra carecía de méritos literarios. La crítica de literatura infantil Margery Fisher describió metafóricamente la lectura de sus libros como un «veneno lento», mientras que Jean E. Sutcliffe, del departamento de emisiones escolares de la BBC, hizo hincapié en la habilidad de la autora para generar «material mediocre», al hacer notar que «su capacidad para hacer esto es propia de un genio [...] Cualquier otra persona habría muerto de aburrimiento hace ya mucho tiempo». Michael Rosen, acreedor del Children's Laureate entre 2007 y 2009, agregó al respecto: «Me encuentro flaqueando ante los estallidos de esnobismo y el presunto nivel de privilegio de los niños y familias de sus libros». A su vez, en noviembre de 2008 la autora juvenil Anne Fine elaboró un resumen de las inquietudes acerca de la obra de Blyton y las respuestas que se les dieron en BBC Radio 4; su análisis se centró en el «goteo» de desaprobación en torno a los libros. En respuesta a las críticas, Blyton aseguró siempre que no le interesaban las opiniones de ninguna persona mayor de 12 años, alegando que la mitad de los ataques proferidos contra su obra estaban motivados por la envidia, mientras que el resto procedían de «gente estúpida que no sabe de lo que está hablando porque nunca ha leído mis libros».
Si bien los críticos contemporáneos coincidieron en percibir una caída de la calidad literaria de sus obras que datan de la década de 1950, período en el que se incrementó el ritmo de producción de su material, Blyton supo aprovechar las valoraciones de lo que se consideraba en ese entonces «una alternativa inglesa, más salada», a la «invasión» que sufría Gran Bretaña de la cultura estadounidense en forma de «música rock, cómics de terror, televisión, cultura adolescente, delincuencia y Disney». En opinión del académico británico Nicholas Tucker, las obras de Blyton «han sido vetadas en las bibliotecas públicas a lo largo de los años en más casos que con cualquier otro autor de literatura infantil o para adultos», si bien esos intentos de diezmar la popularidad de los libros parecen haber gozado de poco éxito, pues «se le sigue leyendo mucho».

#### Simplicidad
Algunos bibliotecarios dedujeron que el uso restringido del idioma por parte de Blyton, producto de su carrera como profesora, resultaba perjudicial para una apreciación del resto de cualidades literarias. En un mordaz artículo publicado en Encounter en 1958, el periodista Colin Welch apuntó que resultaba «difícil que un regimen de la señorita Blyton pudiese ayudar de cara a los eleven-plus o los tripos de Cambridge», aunque reservó sus críticas más severas para Noddy, al que describió como «un muñeco furtivo artificiosamente pedante [...] moralista [...] estúpido, falto de espíritu, llorón».
El escritor y psicólogo educativo Nicholas Tucker percibió que el grado de predilección por las obras de Blyton usualmente dependía del rango de edades de los lectores. En su opinión, el material de la escritora incorpora un «mundo encapsulado para los niños que simplemente se disuelve con la edad, dejando atrás únicamente las memorias de la emoción y una fuerte identificación». A su vez, Fred Inglis explicó que los libros de Blyton son técnicamente fáciles de leer y «sencillos en el aspecto emocional y cognitivo», y en su análisis hizo referencia al psicólogo Michael Woods, quien creía que la autora era diferente al resto de escritores que producían obras para niños porque parecía que no le importaba ofrecerles un mundo que no se correspondía con la realidad. De acuerdo con sus declaraciones: «era una niña, pensaba como una niña y escribía como una niña [...] el sentimiento primordial es esencialmente preadolescente [...] Enid Blyton no tiene dilemas morales [...] Inevitablemente, a Enid Blyton se la etiquetó como una odiadora de los niños. De ser cierto, tal revelación no sería una sorpresa para nosotros, pues, siendo ella misma una niña, el resto de niños no puede ser otra cosa que rivales para ella». Pese a lo anterior, Inglis destacó la devoción de la escritora al público infantil que se ve reflejada en su trabajo y en una fuerte creencia en la «representación de los crudos diagramas morales y las estridentes fantasías de sus lectores». Aunque sus libros muestran un vínculo estrecho con los niños, lo cierto era que Blyton consideraba a los niños como una intrusión, en opinión de su hija Imogen, y «no había espacio para los intrusos en un mundo donde habitaba Blyton a través de su escritura».

#### Racismo, xenofobia y sexismo
Uno de los primeros señalamientos de racismo en los contenidos de Blyton provino de un artículo publicado en The Guardian en 1966 por Lena Jager, cuya crítica se centró en Sambo, la muñeca negra protagonista de The Little Black Doll que se ve obligada a huir, ya que su dueño y el resto de juguetes la odian por su «fea cara negra». Al final del relato, vuelven a recibirla en su hogar después de que su rostro queda limpio durante una lluvia. Adicionalmente Jamaica Kincaid opinó que los libros de Noddy son «profundamente racistas» por evidenciar un contraste entre sus personajes, particularmente los golliwoggs. Cabe agregar que Jo-Jo, de The Island of Adventure (1944), es un sirviente negro muy inteligente, pero cruel especialmente con los niños.
Por otra parte, George Greenfield reiteró que ciertos contenidos aluden a la xenofobia al percibir que «Enid era parte de esa clase media del periodo de entreguerras que creía que los extranjeros eran poco fiables, graciosos o ambas cosas». Macmillan condujo una investigación con relación a The Mystery That Never Was, cuyos resultados retomó el editor Phyllis Hartnoll y en su análisis concluyó que «hay un leve, pero poco atractivo toque de xenofobia a la antigua en la actitud de la autora hacia los ladrones; son 'extranjeros' [...] y esto parece bastar para explicar su condición de criminales». Como resultado de lo anterior, Macmillan rechazó el manuscrito, que luego retomó William Collins, responsable de su publicación en 1961, 1965 y 1983.
Asimismo existen indicios de que ciertas descripciones de niños resultan sexistas. Por ejemplo, en un artículo publicado en The Guardian en 2005, Lucy Mangan comentó que la serie de Los Cinco representa una lucha por el poder entre Julian, Dick y George (Jorgina), en la que los personajes femeninos o bien actúan como chicos o bien son vistos como inferiores, como cuando Dick alecciona a George: «Ya es hora de que dejes de pensar que eres tan buena como un chico». Precisamente las acusaciones de racismo, sexismo y homofobia hicieron que Royal Mint rechazara la propuesta de imprimir una moneda conmemorativa de Blyton a finales de 2016.

#### Revisión de las ediciones posteriores
En respuesta a las críticas, algunas de las ediciones más recientes de las obras de Blyton contienen modificaciones con el objetivo de reflejar actitudes más liberales en aspectos como la raza, el género y el tratamiento de los niños. De esta forma, por ejemplo, las versiones contemporáneas de la serie de Noddy sustituyen los golliwogs por osos de peluche o duendes. En la edición original de Here Comes Noddy Again, los golliwogs dejan desnudo a Noddy en el bosque. Esta secuencia cambió en la revisión de 1986, donde se explica que Noddy solamente es despojado de su sombrero y sus zapatos, aunque regresan al final del relato para disculparse con él.
Otro ejemplo notable sucedió con The Faraway Tree, en donde habría de omitirse la afición de uno de los personajes al castigo corporal, además de cambiar los nombres de varios otros personajes. Asimismo, los personajes de Torres de Malory y Santa Clara ya no reciben golpes o amenazas, sino que se les reprende por sus acciones. Las menciones en donde los personajes se mofaban del pelo corto de Jorge en Un fin de semana de Los Cinco se retiraron en las revisiones contemporáneas, para reflejar en cambio la idea de que las chicas no necesitan llevar pelo largo para ser consideradas femeninas o normales. De igual manera, se retiraron los fragmentos en los que Ana aseguraba que los chicos no pueden llevar vestidos bonitos ni tampoco gustarles las muñecas, y se cambiaron los nombres de las gemelas de The Adventurous Four.
Hodder, la editorial teniente de los derechos de la serie de Los Cinco, anunció en 2010 su intención de actualizar «sutilmente» el lenguaje empleado en los libros, en vez de modificar la narrativa. Por ejemplo, la expresión «túnica escolar» se cambió por «uniforme», y «madre y papi» pasaron a ser «mamá y papá», entre otros. Los cambios estuvieron sujetos a opiniones encontradas; por un lado se estimaron como necesarios para atraer a los lectores modernos, pero por el otro se les catalogó como innecesarios y condescendientes. No obstante, Hachette, propietaria de Hodder, anunció en 2016 el cese de las revisiones al considerar que no estaban teniendo el éxito esperado.

### Adaptaciones en otros medios
Blyton requirió de tres semanas para producir la puesta en escena navideña Noddy in Toyland en 1954, la cual se llevó a cabo en el club nocturno londinense Kingsway. Gracias a su buena aceptación, el espectáculo se realizó durante al menos cinco años más, durante los cuales Blyton asistió como espectadora en varias ocasiones. Otra adaptación notable de Noddy incluye un programa televisivo narrado por Richard Briers y transmitido en la década de 1970. Mientras tanto, en 1955 se llevó a cabo una escenificación de Los Cinco y, varias décadas después, en 1997 King's Head Theatre realizó un tour musical sobre esa misma serie a lo largo de Reino Unido, en concordancia con el centenario del natalicio de Blyton. Al año siguiente, en noviembre de 1998 se presentó por primera vez la obra teatral The Secret Seven Save the World en el Sherman Theatre, en Cardiff.
Adicionalmente se han realizado numerosas adaptaciones cinematográficas y televisivas de Los Cinco, entre las cuales se incluyen Five on a Treasure Island (1957) y Five Have a Mystery to Solve (1964), por parte de la Children's Film Foundation; la serie The Famous Five (1978-79), de Southern Television; el programa del mismo nombre producido por Zenith Productions y transmitido a mediados de los años 1990; y el largometraje Fünf Freunde (2011), dirigido por Mike Marzuk.
Entre 1982 y 1983 se transmitieron dos parodias de Los Cinco en Channel 4, a cargo del grupo de comediantes británicos The Comic Strip: Five Go Mad in Dorset y Five Go Mad on Mescalin. Una tercera producción, Five Go to Rehab, se difundió en 2012 a través de Sky UK.
Otra colección literaria de Blyton que ha tenido adaptaciones en cine y televisión es The Faraway Tree. En 1997 la BBC comenzó a transmitir el programa animado The Enchanted Lands, y casi un par de décadas después, en octubre de 2014, Hachette autorizó la producción de un filme con imágenes reales. De acuerdo con Marlene Johnson, encargada de la división literaria infantil de la editorial: «Enid Blyton era una defensora apasionada de los cuentos infantiles, y The Magic Faraway Tree es un ejemplo fantástico de su imaginación creativa».

## Obras

### Libros
Algunas de sus series literarias, clasificadas por temáticas, son las siguientes:

#### Misterio y aventura
- Los Cinco (21 novelas)
- Los Siete Secretos (15 novelas)
- Serie Secreto (5 novelas)
- Serie Aventura (8 novelas)
- Serie Misterio (15 novelas)
- Serie Misterios de Barney "R" (6 novelas)
- Los cuatro aventureros (2 novelas)

#### Internados
- Santa Clara (6 novelas)
- Torres de Malory (6 novelas)
- La traviesa Elizabeth (3 novelas)

#### Otros
- Seis primos (2 novelas)
- La granja (2 novelas)
- Títulos independientes (17 novelas)
- La familia Caravana (6 novelas)

Para niños más pequeños Blyton publicó otras colecciones, entre las que destacan:
- Noddy
- Diversos cuentos, como Cuentos para irse a dormir.

### Periódicos y revistas
Blyton cimentó su reputación como escritora infantil cuando asumió en 1926 la edición de Sunny Stories, una revista que solía incluir relatos de leyendas, mitos, historias y otros artículos para niños. Ese mismo año, le concedieron una columna en Teachers' World, titulada «From my Window» —«Desde mi ventana», en español—. Tres años después, comenzó a contribuir con una página diaria en la revista, en la que publicaba cartas de su fox terrier, llamado Bobs. Tuvieron tanto éxito que, en 1933, se recogieron en un libro titulado Letters from Bobs —Cartas de Bobs—, que vendió diez mil copias en su primera semana. Su pieza más destacada fue «Round the Year with Enid Blyton» —«A lo largo del año con Enid Blyton»—, que consistía en cuarenta y ocho artículos que versaban sobre aspectos de historia natural como el tiempo, la vida en los estanques, e instructivos para plantar un jardín de colegio o elaborar un comedero para pájaros. Estuvo también involucrada en otros proyectos ligados a la naturaleza, como una pieza mensual titulada «Country Letter» que apareció en la revista The Nature Lover en 1935.
Sunny Stories pasó a conocerse como Enid Blyton's Sunny Stories en enero de 1937, y sirvió de vehículo para la serialización de los libros de Blyton. La primera historia de la traviesa Amelia Jane, acerca de una antiheroína inspirada en una muñeca de su hija Gillian, se publicó en esta revista. Dejó de contribuir a sus páginas en 1952, y la revista cerró en el año siguiente, poco antes de la aparición de otra titulada Enid Blyton Magazine, escrita íntegramente por Blyton. El primer número salió a la venta el 18 de marzo de 1953 y su tiraje se mantuvo hasta septiembre de 1959.
Noddy apareció por primera vez en el Sunday Graphic en 1949, el mismo año en que Blyton hizo la primera tira sobre el personaje para el Evening Standard londinense. Van der Beek se encargó de ilustrarla hasta su fallecimiento en 1953.

### Rompecabezas y juegos
A finales de 1940 el interés de Blyton en la producción de rompecabezas y juegos se acrecentó al mismo tiempo que consolidaba su éxito como escritora. Como resultado de sus esfuerzos, a principios de los años 1960 alrededor de 150 compañías manufactureras producían mercancía relacionada con Noddy. En 1948 Bestime distribuyó cuatro rompecabezas de los personajes de Blyton, mismo año en que el primer juego de mesa, Journey Through Fairyland, salió a la venta. Un par de años después hizo su aparición el primer juego de cartas, Faraway Tree, mientras que en 1954 Bestime se encargó de producir una nueva serie de rompecabezas inspirados en Los Siete Secretos.
Entre 1953 y 1955 Bestime distribuyó un par de juguetes de Noddy, Little Noddy Car Game y Little Noddy Leap Frog Game. Otros productos similares incluyen el juego de mesa Little Noddy's Taxi Game, producido por Parker Brothers en 1956; la serie de rompecabezas Plywood Noddy Jigsaws; y unas cartas inspiradas en el personaje e ilustradas por Robert Lee. En las décadas de 1970 y 1980 la empresa Arrow Games estuvo a cargo de la distribución de los rompecabezas de Noddy, cuyos artículos continuaron produciéndose inclusive en 1975, al igual que una serie de rompecabezas de Las Torres de Malory en 1977, y un juego de mesa de Los Cinco en 1979 —Famous Five Kirrin Island Treasure—. Stephen Thraves escribió ocho libros interactivos de Los Cinco, cuya publicación corrió por cuenta de Hodder & Stoughton en los años 1980. El primer libro de esta serie, The Wreckers' Tower Game, estuvo disponible a partir de octubre de 1984.

### Obras consultadas
- Baverstock, Gillian (1997), Enid Blyton, Evans Brothers, ISBN 978-0-237-51751-9.
- Bluemel, Kristin (2009), Intermodernism: Literary Culture in Mid-twentieth-century Britain, Edinburgh University Press, ISBN 978-0-7486-3509-2.
- Blyton, Enid (1952), The Story of my Life, Grafton, ISBN 978-0-246-12795-2.
- Blyton, Enid (2013a) [1961], Secret Seven: 13: Shock For The Secret Seven, Hachette Children's Books, ISBN 978-1-4449-1867-0.
- Blyton, Enid (2013b) [1963], Secret Seven: 15: Fun For The Secret Seven, Hachette Children's Books, ISBN 978-1-84456-949-6.
- Bouson, J. Brooks (2012), Jamaica Kincaid: Writing Memory, Writing Back to the Mother, SUNY Press, ISBN 978-0-7914-8292-6.
- Brazouski, Antoinette; Klatt, Mary J. (1994), Children's Books on Ancient Greek and Roman Mythology: An Annotated Bibliography, Greenwood Publishing Group, ISBN 978-0-313-28973-6.
- Briggs, Julia; Butts, Dennis; Orville Grenby, Matthew (2008), Popular Children's Literature in Britain, Ashgate Publishing, ISBN 978-1-84014-242-6.
- Commire, Anne (1981), Something About the Author 25, Gale Research, ISBN 978-0-8103-0087-3.
- Druce, Robert (1992), This Day our Daily Fictions: An Enquiry into the Multi-million Bestseller Status of Enid Blyton and Ian Fleming, Rodopi, ISBN 978-90-5183-401-7.
- Elliot, John (1993), El cambio educativo desde la investigación-acción, Ediciones Morata, ISBN 9788471123831.
- Edwards, Owen Dudley (2007), British Children's Fiction in the Second World War, Edinburgh University Press, ISBN 978-0-7486-1651-0.
- Fisher, Margery (1986), The Bright Face of Danger : An Exploration of the Adventure Story, Hodder Children's Books, ISBN 978-0-34022-993-4.
- Greenfield, George (1995), A Smattering of Monsters: A Kind of Memoir, Camden House, ISBN 978-1-57113-071-6.
- Grenby, Matthew (2008), Children's Literature, Edinburgh University Press, ISBN 978-0-7486-2274-0.
- Inglis, Fred (1982), The Promise of Happiness: Value and Meaning in Children's Fiction, CUP Archive, ISBN 978-0-521-27070-0.
- Matthew, Colin (1999), Brief Lives: Twentieth-century Pen Portraits from the Dictionary of National Biography, Oxford University Press, ISBN 978-0-19-280089-3.
- Murray, Shannon (2010), «A Book for Boys and Girls: Or, Country Rhimes for Children: Bunyan and Literature for Children»,  en Dunan-Page, Anne, ed., The Cambridge Companion to Bunyan, Cambridge University Press, pp. 120-134, ISBN 978-0-521-73308-3.
- Naismith, Jon; Garden, Graeme (2013), The Unbelievable Truth, Preface.
- Palmer, Alex (2013), Literary Miscellany: Everything You Always Wanted to Know About Literature, Skyhorse Publishing Company, ISBN 978-1-62873-221-4.
- Rudd, David (2004), «Blytons, Noddies, and Denoddification Centers: The Changing Constructions of a Cultural Icon»,  en Walt, Thomas Van der; Fairer-Wessels, Felicité; Inggs, Judith, eds., Change and Renewal in Children's Literature, Greenwood Publishing Group, pp. 111-118, ISBN 978-0-275-98185-3.
- Stoney, Barbara (2011) [2006], Enid Blyton: The Biography (Kindle edición), History Press, ISBN 978-0-7524-6957-7.
- Thompson, A. H. (1975), Censorship in Public Libraries in the United Kingdom during the Twentieth Century (Primera edición), Bowker (R.R.) (UK) Ltd, pp. 137-157, ISBN 978-0-8593-5019-8.
- Thompson, Mary Shine; Keenan, Celia (2006), Treasure Islands: Studies in Children's Literature, Four Courts Press, ISBN 978-1-85182-941-5.
- Tucker, Nicholas (1990), The Child and the Book: A Psychological and Literary Exploration, CUP Archive, ISBN 978-0-521-39835-0.
- Watson, Victor (2000), Reading Series Fiction: From Arthur Ransome to Gene Kemp, Psychology Press, ISBN 978-0-415-22701-8.

### Lectura adicional
- Greenfield, George (1998), Enid Blyton, Sutton Publishing, ISBN 978-0-7509-1633-2.
- Mullan, Bob (1987), The Enid Blyton Story, Boxtree, ISBN 978-1-85283-201-8.
- Ray, Sheila G. (1982), The Blyton Phenomenon, Andre Deutsch, ISBN 978-0-233-97441-5.
- Smallwood, Imogen (1989), A Childhood at Green Hedges: A Fragment of Autobiography by Enid Blyton's Daughter, Methuen Young Books, ISBN 978-0-416-12632-7.
- Stewart, Brian; Summerfield, Tony (1998), The Enid Blyton Dossier, Hawk Books, ISBN 978-1-899441-70-9.
- Summerfield, Tony; Wright, Norman (1995), Sunny Stories 1942–1953: An Index, Norman Wright.
- Willey, Mason (1993), Enid Blyton: A Bibliography of First Editions and Other Collectable Books: with Cross-referenced Publishers, Illustrators and Themes, Willey, ISBN 978-0-9521284-0-3.